# Kráska dne
Kráska dne (francouzsky Belle de Jour) je francouzské filmové drama z roku 1967 režírované Luisem Buñuelem, které představuje volnou adaptaci Kesselova stejnojmenného románu napsaného roku 1928.
Francouzský název snímku „belle de jour“ je pojmenováním květiny denivka, jejíž květy vydrží na stonku jediný den a znamená „denní krásu“. Ve druhém významu je také označením prostitutky vykonávající své řemeslo za dne a současně i protikladem ke spojením „femme de nuit“ či „belle de nuit“, kterými francouzština pojmenovává prostitutku.
Děj vypráví příběh přitažlivé ženy, která se rozhodla svá nudná odpoledne, jež manžel tráví prací v nemocnici, zpříjemnit prostitucí. Titulní postavu mladé blondýnky ztvárnila Catherine Deneuve, které většinu šatů navrhl tehdy málo známý Yves Saint-Laurent.
Americký režisér Martin Scorsese podpořil v roce 2002 vydání snímku na DVD a portugalský režisér Manoel de Oliveira roku 2006 natočil Belle Toujours, které zachycuje domnělé setkání dvou hlavních postav z původního dramatu. V roce 2010 pak časopis Empire zařadil Buñuelovo dílo na 56. místo žebříčku „100 nejlepších filmů světové kinematografie“.
Kráska dne obdržela hlavní cenu Zlatý lev na Benátském filmovém festivalu 1967.

## Pozadí vzniku
Pro kvalitní strukturu románu a příležitost zobrazit denní snění mladé buržoazní ženy s masochistickými sklony, akceptoval Luis Buñuel nabídku bratrů Roberta a Raymonda Hakimových, kteří jej požádali o realizaci filmu podle Kesselovy knihy Kráska dne.
Režisérovi se také zamlouvala možnost rozpracovat některé sexuální úchylky, které jej teoreticky zajímaly od mládí. Dříve se jim částečně věnoval už ve filmech On a Deník komorné (scéna s botami).
Na zásah cenzury, která vystřihla několik scén, reagoval Buñuel odmítavě. Například děj scény, ve které vévoda stojí nad rakví Séverine v kapli a označuje ji za dceru, ztratila podle režiséra zamýšlený smysl. Vystřižena byla totiž předchozí mše odehrávající se pod kopií Grünewaldova obrazu „Ponížení Krista“.
Nejčastější dotaz, především od žen, směřoval na obsah krabičky čínského zákazníka nevěstince, na nějž pozitivně zareaguje jen kráska dne. Režisér pravdivě odpovídal, že obsah nezná a dodával, aby si ženy představily „cokoli chtějí“.
V důsledku prolínání reálných scén s fragmenty snění a představ, je interpretace „skutečnosti“ nejednoznačná. Nabízí tak alternativu, že nevěstinec ožívá jen v představách, coby důsledek nenaplněných sexuálních očekávání, ať už ze strany Séverine či dokonce jako projev žárlivé reakce jejího manžela. Kritik Milan D. Klepikov v eseji „Boží opozice“ uvedl, že je toto dílo „přes ironickou dekadenci syžetu Buñuelovým nejsvětlejším filmem“.

## Děj
Mladá a přitažlivá Séverine Serizy (Catherine Deneuve) není schopna se svým manželem realizovat intimní život. Pohledný chirurg Pierre Serizy (Jean Sorel) je ohleduplný a na ženu nenaléhá. Oba k sobě chovají úctu a toleranci, přestože vztah není zcela naplněn. Dny prodchnuté prázdnotou manželka tráví zvrhlými erotickými představami, které jí pomáhají ventilovat sexuální pud. Prožívá tak příběhy, v nichž se odehrávají praktiky bondage či sadomasochismu.
Během lyžování v zimním středisku potkávají známý pár Henriho Hussona (Michel Piccoli) a Renée (Macha Mérilová). Séverine nesnáší chování a lascivní pohledy tohoto muže. Zpět v Paříži naráží na Renée, která jí během jízdy taxi vypráví o jejich společné přítelkyni Henriettě. Ta prý pracuje v nevěstinci. Doma na ni pak čeká kytice růží od Henriho a v náhlém vzrušení jí vše padá z rukou. Na tenisu se s ním střetává. Rozhovor směřuje k Henriettě a její nestoudné práci. Jakoby mimoděk se dozvídá adresu jednoho luxusního bordelu pro vytříbenou klientelu, kam Henri dříve také chodíval. Následně odmítá jeho pozvání na schůzku.
Protože jsou veřejné domy oficiálně zakázány, zvědavost ji dovede k návštěvě inkriminovaného místa na pařížské adrese Cite Jean de Saumer 11. Jedná se o jeden z řadových činžovních domů. Nejdříve se nesměle otáčí a odchází přemýšlet do prosluněného parku. Vrací se zpět a při vzpomínkách na dětství, v nichž se objevuje její otec, stoupá po schodech až k bytu madam Anaïs (Geneviève Pageová), která svůj malý luxusní podnik řídí pevnou rukou. Pro krásu a vybrané chování Séverine ji majitelka ráda přijímá. Protože bude blondýnka obšťastňovat zákazníky jen přes den od čtrnácti do sedmnácti hodin, vybírá jí jméno „Kráska dne“ (Belle de jour). Získává hned první práci, sex s majitelem továrny na cukrovinky, který je pravidelným klientem. Po této zkušenosti se na týden ze salónu vytrácí. Následně se vrací a zažívá vzrušené příhody se zákazníky, jakými jsou Číňan se záhadnou krabičkou či univerzitní profesor, kterému neumí poskytnout uspokojení v podobě jeho ponižování. Jednoho dne se u ní doma ohlašuje Husson, ale Séverine jej odmítá a k návštěvě nedochází. Přesto fantazíruje o sexu s ním za manželovi přítomnosti. To paradoxně léčí skutečný problém v manželství, kdy s mužem navazuje intimní vztah. K nemilému překvapení dochází, když jednoho dne zavítá do podniku madam právě Husson a střetává se se svým objektem touhy. O manželku přítele ztrácí erotický zájem a slibuje, že si tuto diskrétní informaci ponechá pro sebe.
Krásku dne v bordelu uhrane mladý a drsný gangster Marcel (Pierre Clémenti), jenž dokáže realizovat její zvrhlé představy. Poté, co si mladá žena uvědomuje, že vztah nebezpečně sílí, rozhoduje se za souhlasu madam Anaïs nevěstinec opustit. Marcelův společník Hyppolite (Francisco Rabal), který mu prý vděčí za záchranu života, blondýnku sleduje až do místa bydliště. Šílený Marcel se poté zjevuje u jejích dveří a naléhá na pokračování románku. Když je odmítnut a požádán o opuštění bytu, čeká před domem na příchod manžela. Zasáhne jej třemi ranami z pistole a sám je na útěku před policií zastřelen.
Pierre Serizy se probírá z kómatu se ztrátou zraku a ochrnutý na invalidním vozíku. Policie není schopna vypátrat střelcovu motivaci. V bytě se po několika dnech objevuje starý známý přítel Husson, který Pierrovi přichází sdělit pravdu o skrytém životě jeho manželky. Je přesvědčen, že lékař pak ztratí pocit viny a nebude se považovat za pouhou přítěž v rozletu krásné a počestné ženy. Séverine neprotestuje a vpouští jej do pokoje. Když návštěva odejde, žena vchází do pokoje, kde slepý manžel sedí na kolečkovém křesle. Séverine si představuje, že nyní po odhalení druhé identity svými hříchy vykoupila mužovo zdraví a opět navážou šťastnější život. Manžel tak vstává bez známek nemoci.

## Obsazení

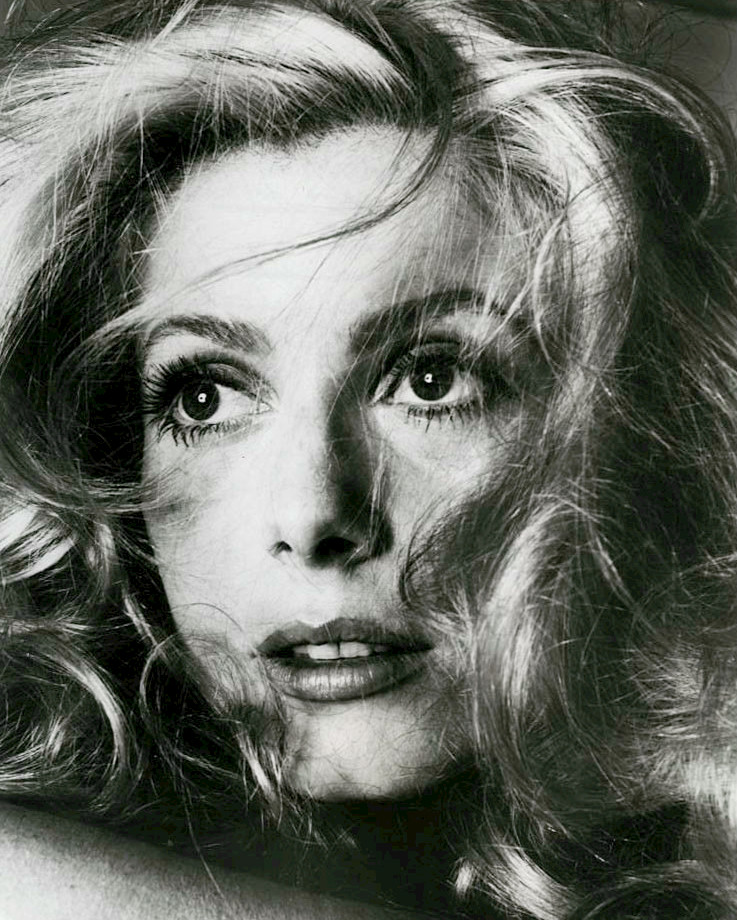
Herečka Catherine Deneuve ztvárnila hlavní roli „Krásky dne“

| Catherine Deneuve   | Séverine Serizy alias „Kráska dne“ |
| Jean Sorel          | chirurg Pierre Serizy              |
| Michel Piccoli      | Henri Husson                       |
| Geneviève Pageová   | madam Anaïs                        |
| Pierre Clémenti     | Marcel                             |
| Françoise Fabianová | Charlotte                          |
| Macha Mérilová      | Renée                              |
| Marguerite Muni     | Pallas                             |
| Maria Latour        | Mathilde                           |
| Michel Charrel      | sluha                              |
| Iska Khan           | Číňan                              |
| Bernard Musson      | majordomus                         |
| Marcel Charvey      | profesor Henri                     |
| François Maistre    | učitel                             |
| Francisco Rabal     | Hyppolite                          |
| Georges Marchal     | vévoda                             |
| Francis Blanche     | pan Adolphe                        |

## Produkce
Natáčení filmu probíhalo na těchto pařížských lokacích:
- 1 Square Albin-Cachot, 13. pařížský obvod,
- 79 Avenue des Champs-Élysées, 8. pařížský obvod,
- Chalet de la Grande Cascade, Bois de Boulogne, 16. pařížský obvod,
- Avenue des Champs-Élysées, 8. pařížský obvod,
- Rue de Messine, 8. pařížský obvod (byt Serizyových).[7]

## Ocenění
Ceny
- 1967 Benátský filmový festival – Zlatý lev (Luis Buñuel)
- 1967 Benátský filmový festival – Pasinettiho cena za nejlepší film (Luis Buñuel)
- 1968 Bodilina cena za nejlepší evropský film (Luis Buñuel)
- 1968 Prix Méliès za nejlepší film – Cena spolku francouzských filmových kritiků (Luis Buñuel)

Nominace
- 1969 cena BAFTA – nejlepší herečka (Catherine Deneuve)[4]

## Citáty
| „                                              | Vidět v Catherine Deneuveové chladně atraktivní netečnou a „odosobněnou“ personu–fetiš v lechtivé a nepříliš závazné intelektuálské hře patří k nejsmutnějším omylům Buñuelovské recepce. Kráska dne je vzácně šťastný film, protože dovolí své hrdince, aby se celá „našla“ – a je naprosto nepodstatné, která část tohoto procesu se odehraje v takzvané realitě, v představách nebo ve snu. … Těžko bych si vybavil film, u nějž jsem měl stejně silný dojem „happy endu“. | “ |
| — Milan D. Klepikov, filmový historik a kritik | |   |